# Каватакэ Мокуами
Каватакэ Мокуами (яп. 河竹 黙阿弥, 1 марта 1816 года — 22 января 1893 года) — японский драматург. Настоящее имя — Ёсимура Ёсисабуро (яп. 吉村芳三郎).

## Карьера
Каватакэ учился у драматурга, носившего псевдоним Цуруя Намбоку IV, который разработал форму пьес кидзэвамоно. В 1843 году Каватакэ взял себе имя Каватакэ Синсити II и занял должность главного драматурга театра «Итимура-дза» (Каварадзаки-дза). С 1881 года — Каватакэ Мокуами.
Автор пьес для лучших актёров кабуки, таких как Итикава Кодандзи IV, Оноэ Кикугоро V, Итикава Садандзи II. Пьесы Каватакэ преимущественно описывают жизнь японского города XVII—XIX веков. В первый период своего творчества Каватакэ создавал классические исторические драмы (дзидаймоно) и бытовые драмы (сэвамоно). После резкой модернизации и вестернизации Японии в ходе реставрации Мэйдзи Каватакэ стал работать в русле син-кабуки («новый кабуки»), создавая пьесы в жанре кацурэкимоно (яп. 活歴物, историко-реалистические пьесы) и дзангири (яп. 散切り物, пьесы о современных людях).
Каватакэ — автор около 150 пьес.

## Наиболее популярные пьесы
- Izayoi Seishin (1859)
- Саннин китиса курува но хацугаи (яп. 三人吉三廓初買) (1860)
- «Рэндзиби» (1861, Токио)
- Murai Choan (1862)
- Murubashi Chuya aka Keian Taiheiki (1870)
- Kamiyui Shinza (1873)
- Kumo ni Mago Ueno no Hatsuhana (1881)
- «Симатидори цуки-но сиранами» (1881, Токио)
- «Цутигумо» (1881, Токио)
- «Бэнтэнкодзо» (Benten Kozo aka Shiranami Gonin Otoko; 1862, Токио)
- «Котияма Со-сюн» (1881, Токио)
- Ibaraki (1883)
- Funa Benkei (1885)
- Momijigari (1887)